# Período dos Juízes

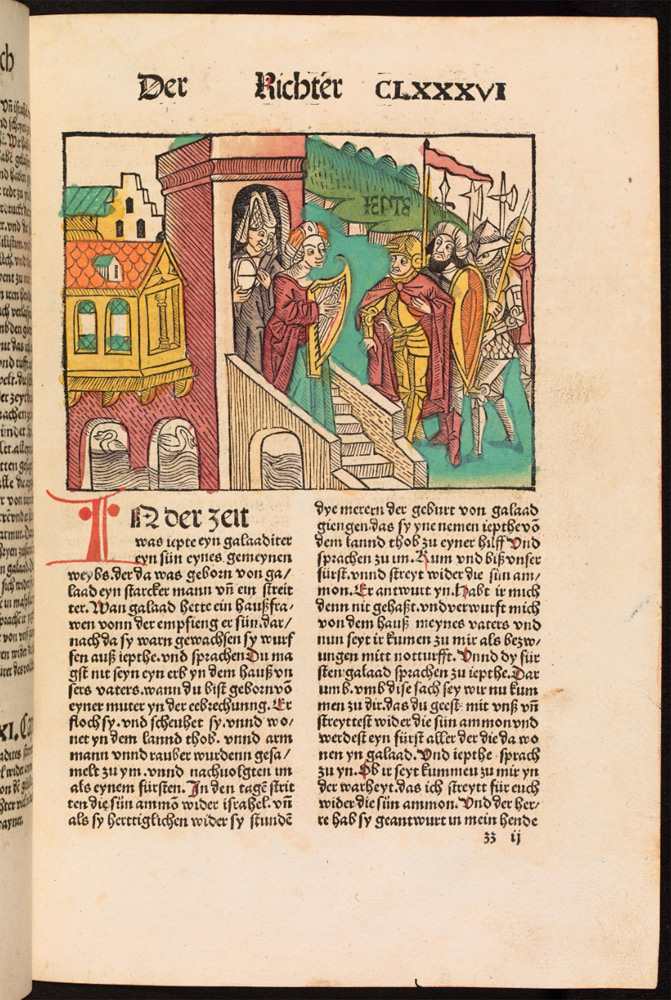
Página ilustrada do Livro dos Juízes em uma Bíblia alemã de 1485 – Biblioteca Bodleiana, Oxford.

O Período dos Juízes (em hebraico: שופטים, shôphaatîm ou shoftim), é um período histórico do povo hebreu, que se estendeu entre 1250 a.C. a 1030 a.C.. Caracterizava-se pela liderança política, religiosa e militar de um líder que, por instrução divina, unificava e dirigia as Tribos de Israel principalmente em períodos de guerras. Esta Confederação Israelita, da era anterior ao Reino de Israel, também tem sido considerada uma espécie de república.

## Antecedentes
Foi precedido pelo regresso dos hebreus outrora escravizados no Egito, que iniciaram a longa viagem de regresso com Moisés e que chegaram finalmente a Canaã com Josué, que venceu a batalha de Jericó.

## Papel
Um padrão cíclico é regularmente relatado no Livro dos Juízes para mostrar a necessidade dos vários juízes: apostasia do povo israelita, sofrimento trazido como punição de Deus, clamando ao Senhor por resgate.
A história dos juízes parece descrever sucessivos indivíduos, cada um de uma tribo diferente de Israel, descritos como escolhidos por Deus para resgatar o povo de seus inimigos e estabelecer a justiça.
Embora juiz seja uma tradução literal do termo hebraico shophet usado no texto massorético, a posição descrita é mais uma liderança não-hereditária e não eleita  do que uma declaração legal. No entanto, Cyrus H. Gordon argumentou que eles podem ter vindo de entre os líderes hereditários da aristocracia lutadora, proprietária de terras e governante, como os reis (basileis) em Homero. Coogan diz que eles eram provavelmente líderes tribais ou locais, ao contrário do retrato do historiador deuteronomista deles como líderes de todo o Israel,  mas Malamat apontou que no texto, sua autoridade é descrita como sendo reconhecida por grupos locais ou tribos além da sua.

## Características do período
O Período dos Juízes é marcado pela influência de líderes como Débora, Gideão, Jefté e Sansão, que mantiveram juntas as 12 tribos de Israel durante as várias Guerras e escaramuças.
Este período foi marcado por uma exacerbada instabilidade espiritual. Desde que houvesse um juiz, o povo servia a Deus. Caso não houvesse, o povo ia atrás dos deuses de outros povos.
A palavra para estes "juizes" em hebraico é שֹׁפְטִים Schoftim, e não se refere apenas a juízes como entendemos hoje, mas sim a líderes tribais ou de clãs, que também tinham função político-militar em suas ações. Esta época de cerca de 1250 a 1000 aC.  seguiram a infiltração e assentamento das tribos nômades nas terras cultivadas da Palestina . O país teve importância estratégica para as antigas grandes potências orientais e foi palco de muitos conflitos entre elas e os israelitas, que já se refletem nas mais antigas tradições bíblicas.
Segundo informações bíblicas, os israelitas viveram juntos por cerca de 200 anos em uma organização tribal frouxa - em doze tribos correspondentes ao número de filhos de Jacó - e em tempos de guerra eram liderados por heróis tribais que apareciam por pouco tempo, os tão -chamados grandes juízes . Naquela época, o termo juiz tinha o significado de "quem ajuda a estabelecer a justiça". A maioria dos especialistas rejeita o fato de que esses heróis populares também eram juízes no sentido legal. Sob a liderança dos juízes, o país foi defendido contra povos invasores. Não havia exército permanente no povo pré-estatal de Israel. Em caso de guerra, era preciso contar com o apoio da maioria dos homens, organizados em clãs e tribos, que se apresentavam voluntariamente para a consecução de objetivos militares limitados.

## Instabilidades

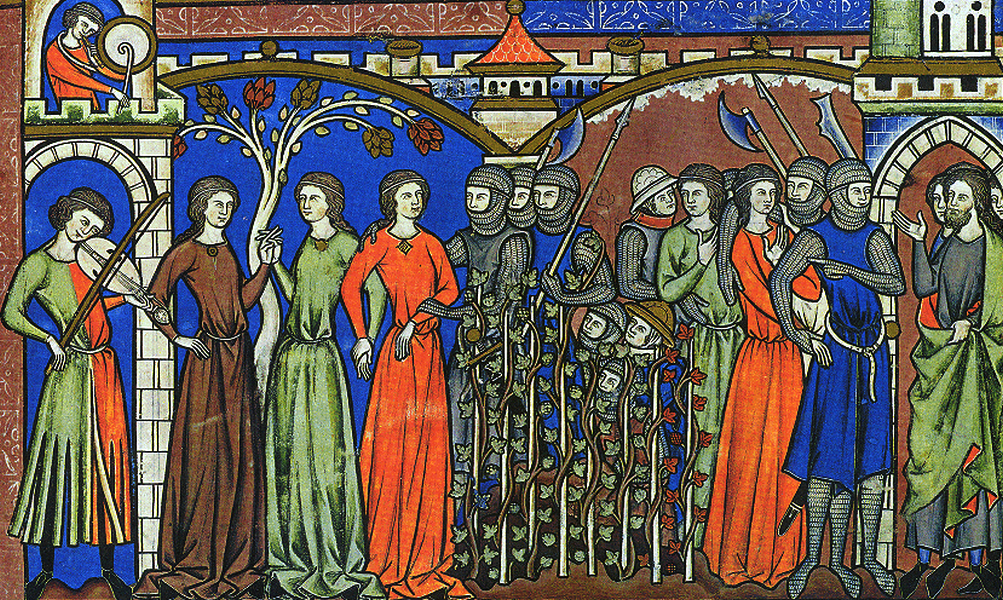
Os benjamitas capturam mulheres de Siló para serem suas esposas. Autor desconhecido, Bíblia Morgan, 1240-1250.

No Período dos Juízes, os hebreus passaram por diferentes ciclos de instabilidade política e econômica, além de diversos períodos conturbação religiosa, submissão a outros povos e posterior libertação, ficando em cada ciclo, o povo mais corrupto e devasso. Repete-se seis vezes a seqüência de repouso, recaída, ruína, arrependimento, restauração e repouso. A fé do povo era mais fraca que a dos chefes.
Normalmente os juízes hebreus eram vistos e avaliados de acordo com sua determinação religiosa, sendo que os períodos de estabilidade e até mesmo prosperidade eram relacionados com a "fé fortalecida" destes líderes, e os períodos de dificuldade se relacionavam com queda espiritual ou "fracasso da fé". Os períodos de liderança dos juízes assim se classificam:
- Líderes fortes na fé: Débora, Otniel, Jefté, Eúde, Sangar e Samuel (Juízes; I Samuel)
- Líderes vacilantes na fé: Baraque, Gideão (Juízes, capítulo 4-6)
- Líderes fracos na fé: Abimeleque e Sansão (Juízes, capítulo 9-13)
- Líderes fracassados na fé: Os dois levitas (Juízes, capítulo 17-19)

## Lista dos Juízes de Israel
Ao todo, houve 14 Juízes escolhidos por Deus para liderar o povo:
- 1. Otniel
- 2. Eúde
- 3. Sangar
- 4. Débora
- 5. Gideão
- 6. Tola
- 7. Jair
- 8. Jefté
- 9. Ibsã
- 10. Elom
- 11. Abdom
- 12. Sansão
- 13. Eli
- 14. Samuel[10]

## Período posterior
O último juiz do povo hebreu foi Samuel, e o primeiro dos profetas registados na história do seu povo. Terá ungido os seus dois primeiros reis, Saul e Davi. Poderá ter vivido algures por volta de 1095 a.C..
O período dos Juízes foi seguido pela formação do Reino de Israel, sendo seu primeiro rei Saul.  